# Phragmidium bulbosum
Phragmidium bulbosum är en svampart som först beskrevs av Elias Fries, och fick sitt nu gällande namn av Diederich Franz Leonhard von Schlechtendal 1824. Phragmidium bulbosum ingår i släktet Phragmidium och familjen Phragmidiaceae.   Inga underarter finns listade i Catalogue of Life.